# Dinastia orôntida

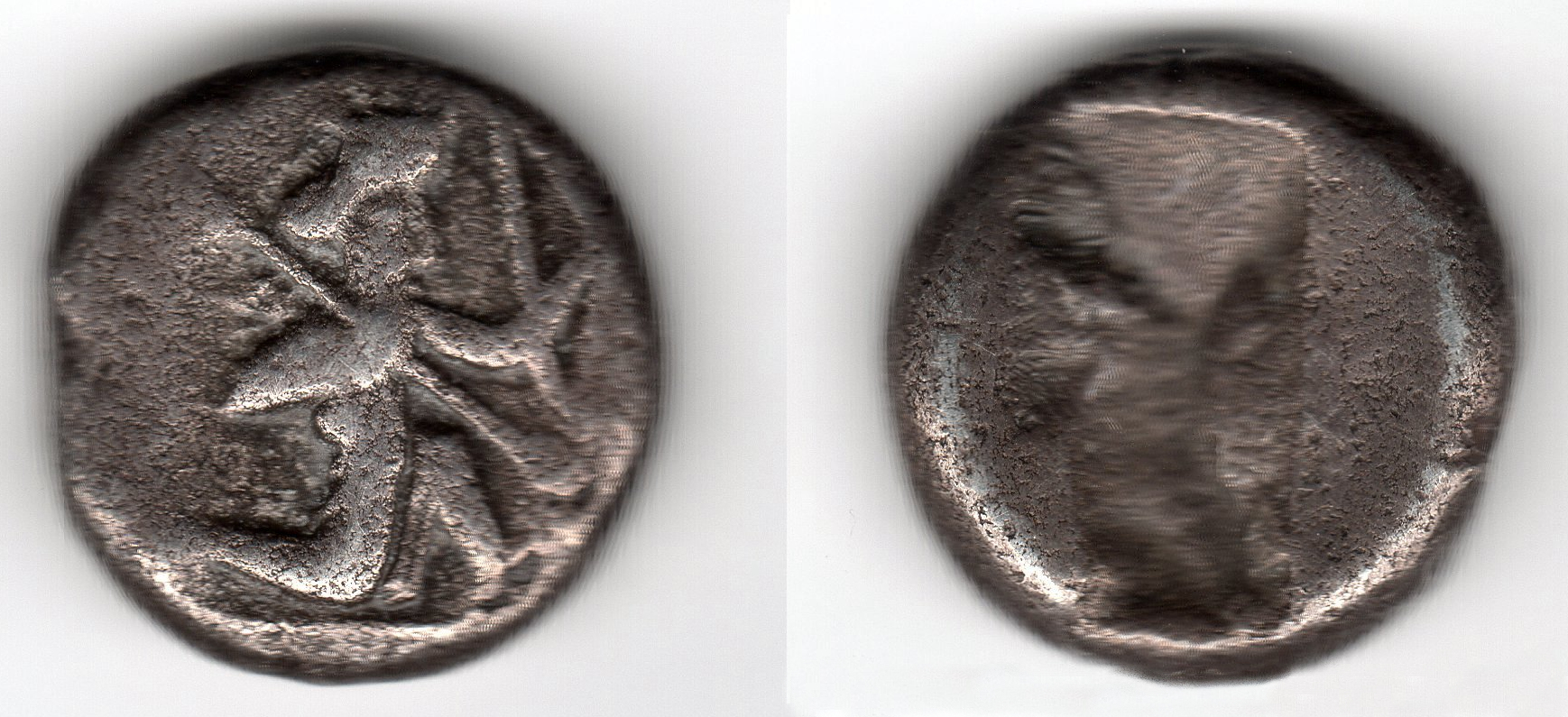
Siclo de

A dinastia orôntida ou eruândida foi a primeira dinastia armênia conhecida. Seus líderes governaram como sátrapas da Satrapia da Armênia do Império Aquemênida, Reino Antigônida e Império Selêucida até o primeiro cartel do século III a.C. e a independente Grande Armênia até 200 a.C.. Mais tarde, um ramo dos orôntidas governou como reis de Sofena (69 a.C.) e Comagena (72 d.C.). Eles são a primeira das três dinastias reais que governaram sucessivamente a Armênia durante a Idade Antiga (até 428 d.C.).

## Origens e nome
Alguns historiadores afirmam que os orôntidas eram de origem iraniana, e sugerem que mantinham ligações familiares dinásticas com a dinastia aquemênida governante. Ao longo da sua existência, os orôntidas sublinharam a sua linhagem dos aquemênidas, a fim de fortalecer a sua legitimidade política. No entanto, outros historiadores afirmam que eram de origem armênia, enquanto, de acordo com Razmik Panossian, provavelmente tinham ligações matrimoniais com os governantes da Pérsia e outras casas nobres importantes na Armênia, e afirmar sua etnia armênia é incerta.
De acordo com Estrabão, que provavelmente relatou a tradição sobrevivente a respeito da origem dos orôntidas, descendiam de Hidarnes I, um dos Sete Persas que, sob comando do futuro xainxá Dario I (r. 522–486 a.C.), participaram no golpe que derrubou Esmérdis (r. 522 a.C.). Por conseguinte, as fontes colocam que Bagabigna, pai de Hidarnes, era originário da Báctria. O fundador epônimo da dinastia, Orontes I, era filho ou neto do sátrapa Artasiro, cujo provável pai, de nome Orontes, do qual se sabe apenas o nome a partir de uma inscrição que o menciona, devia ser filho de Hidarnes II, outro sátrapa. Por conseguinte, a Crônica de Pérgamo, que atesta a relação entre Orontes I e Artasiro, reforça sua origem bactriana.
A relação de Orontes I com o círculo reinante do Império Aquemênida foi reforçada por seu casamento, em 401 a.C. com Rodoguna, filha de Artaxerxes II (r. 404–358 a.C.). Orontes era, portanto, provavelmente descendente de Hidarnes através de sua linha materna, e não de sua linha paterna bactriana. Do lado materno, Orontes pode ter sido parente de dois nobres persas também chamados Orontes, que foram figuras proeminentes no final do século V a.C.. Um deles abandonou Ciro, o Jovem (falecido em 401 a.C.) durante sua tentativa de tomar o trono de Artaxerxes II e, como resultado, foi executado. O outro Orontes teriam tido más relações com a mãe de Artaxerxes II, Parisátide, sendo eventualmente executados a seu pedido.
O nome de Orontes (em grego clássico: Ὀρόντης; romaniz.: Oróntēs; também registrado Orontas, Orondēs, Aroandēs, Oro-, Aru-, Oruándēs) é a transliteração grega do persa antigo *Arvanta-, que continuou a ser usado no persa médio e novo como Arvand. O nome se associa ao avéstico auruuaṇt-, "rápido, vigoroso, corajoso", que por si só pode ser uma versão abreviada do nome avéstico Auruuaṱ.aspa-, "tendo cavalos velozes".